# Перший гість
Перший гість (англ.: first-foot; шотл. гел. ciad-chuairt , менс. quaaltagh/qualtagh) — у шотландському, північноанглійському та менському фольклорі перша людина, яка входить до оселі домогосподарства на Новий рік і розглядається як носій удачі на наступний рік. Подібні практики також зустрічаються в українських, грецьких, в'єтнамських і грузинських новорічних традиціях.

## Походження
Походження першого гостя невідоме, хоча він може бути пов'язаний із вторгненням на Британські острови вікінгів: «Це може повернутися до часів вікінгів, коли прибуття білявого незнайомця у ваших дверях буде причиною страху й тривоги».

Щоразу, коли публічний ритуал припиняється, багато хто продовжує його в інший день.  Багато звичаїв першої ноги (принесення вугілля, стукіт у двері, груповий спів Auld Lang Syne для переходу від старого до нового) схожі на звичаї Саваня, кельтського нового року, для якого збирали паливо, збирали їжу читанням віршів від дверей до дверей та ритуальним запалюванням вогнища, щоб вітати переступаючи поріг на той світ. 
«Досить певний ступінь передачі звичаїв протягом періоду між Саванем… Різдвом і Новим роком. Чи є це природною тенденцією до перенесення святкувань, які прикрашають похмурі зимові місяці, чи узгодженими релігійними зусиллями розсіяти чи трансформувати повністю язичницькі свята, залишається незрозумілим, але ймовірна комбінація факторів».

## Велика Британія

### Північна Англія
Традиція першого кроку та спосіб його проведення відрізняються від місця до місця на півночі Англії. Як правило, перевага віддається високому темноволосому чоловікові, ніж чоловікові зі світлим волоссям або навіть жінці. Існують регіональні варіації щодо кольору волосся першої ноги, хоча зазвичай вони повинні бути чоловіками. У Східному Йоркширі перший гість має бути темноволосим, але північні горці мають бути світловолосими.

Часто очікується, що вони принесуть символічні подарунки, а натомість їм дадуть їжу та напої від мешканців будинку, який вони відвідують:
Перший гість не входить до хати з порожніми руками — перший, хто прийде з порожніми руками, принесе з собою нещастя. Замість цього, перший гість має принести набір подарунків для домочадців, які можуть включати срібну монету; пісочне тісто або чорну булочку; сіль; вугілля; і напій, зазвичай віскі. Вони символізують процвітання, їжу, смак, тепло в домі та гарний настрій — віскі використовується для тостів на Новий рік.

### Шотландія
Практика першого гостя все ще поширена в Шотландії та змінюється від місця до місця як частина святкування Гоґманая. Удача, яку принесе з собою першогість, визначатиме удачу для домогосподарства на весь рік.
Як правило, першим гостем має бути високий рудоволосий чоловік, якого ще немає в будинку, коли проб'є північ. У багатьох регіонах гостю слід принести з собою символічні подарунки, такі як вугілля, монети, віскі або чорні булочки. Першим та іншим гостям надаються їжа та напої. Часто жінки і світлі або темноволосі чоловіки вважаються дуже нещасливими. У Шотландії звичай першого гостя традиційно був складнішим, ніж в Англії, і передбачав певні розваги.

## Острів Мен
На острові Мен практика першої ноги також є давньою традицією. А. В. Мур у своїй книзі «Фольклор острова Мен» описав цю практику:
Квалтаг (він або вона) також може бути першою людиною, яка входить в будинок в новорічний ранок. У цьому випадку прийнято перед ним ставити найкраще частування, яке може собі дозволити сім'я. Вважалося щасливим, якщо квалтаг був людиною (перевага надавалася чоловікові, а не жінці), смаглявого кольору обличчя, оскільки зустріти в цей час людину зі світлим кольором обличчя, особливо якщо у неї руде волосся, вважалося дуже нещасливою прикметою.

За традицією на Новий рік молоді хлопці ходили по домівках у своїй місцевості. Вони декламували вірш на менській мові в кожному домі, а потім хлопчика з темним волоссям вважали щасливчиком для домогосподарства, і йому давали найкращу їжу та напої, якими мали ділитися мешканці.
| The New Year Blessing in Manx Ollick ghennal erriu as bleïn feer vie, Seihll as slaynt da’n slane lught thie. Bea as gennallys eu bio ry-cheilley, Shee as graih eddyr mraane as deiney. Cooid as cowryn, stock as stoyr. Palçhey phuddase, as skaddan dy-liooar. Arran as caashey, eeym as roayrt. Baase, myr lugh, ayns uhllin ny soalt. Cadley sauçhey tra vees shiu ny lhie, As feeackle y jargan, nagh bee dy mie. | Новорічне благословення в Менсі Щасливого вам Різдва і гарного року, Довгого життя та здоров'я для всього домогосподарства. Ваше життя і радість, що живуть разом, Миру і любові між жінками та чоловіками. Товарів та багатств, запасів та краму, Багато картоплі і достатньо оселедця. Хлібу і сира, масла та яловичини, Смерть, як миша, буде в стодолі хліва. Спи спокійно, коли ти лежиш, і зуб блохи нехай не буде здоровий. |

## За межами Британських островів
У сербському фольклорі, полазник, полажайник, поляженик або радован є першою особою, яка відвідує родину на Різдво. Як і за традицією першої ноги, очікується, що візит забезпечить удачу та благополуччя домочадцям у наступному році. Часто для візиту на Різдвяний ранок заздалегідь вибирають чоловіка чи хлопця.
За межами Британських островів існує практика, подібна до першого гостя. Наприклад, це існує у Швеції, де світла шкіра, блондин з першим входом до оселі вважається найвищим благословенням, тоді як темні люди вважаються нещастям. У подібній грецькій традиції під назвою pothariko, яку також називають podariko (від кореня pod-, або «ступня»), вважається, що перша людина, яка ввійде до будинку в новорічну ніч, принесе або удачу, або нещастя. У багатьох домогосподарствах донині дотримуються цієї традиції і спеціально вибирають, хто першим заходить в будинок. Після «першої ноги» господиня пригощає гостей різдвяними гостинцями або дає їм суму грошей, щоб забезпечити удачу в новому році.
Подібна традиція існує в країні Грузії, де людину називають მეკვლე mekvle (від კვალი kvali — «слід», «слід», «слід»).